# Легенда про смерть Пола Маккартні

Обкладинка журналу, присвяченого пліткам про смерть Пола Маккартні.

Легенда про смерть Пола Маккартні, також відома як «Пол мертвий» (англ. Paul is dead) — міська легенда, згідно з якою бас-гітарист і вокаліст гурту The Beatles Пол Маккартні загинув 1966 року в автокатастрофі і був замінений двійником, а в піснях і на обкладинках альбомів The Beatles містяться численні приховані натяки на цю подію.
У вересні 1969 року кілька студентів одного з американських коледжів опублікували низку статей, де стверджували, що ключі до подібної теорії можуть бути знайдені у творчості The Beatles. Це викликало хвилю пошуків нібито прихованої інформації у текстах, музиці та художньому оформленні робіт групи. Хвиля чуток спала після публікації Полом Маккартні спростування в журналі Life у листопаді 1969 року.

## Початок

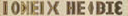
Один із «доказів» з обкладинки Sgt. Peppers, що отримується за допомогою дзеркала.

Чутки про смерть Маккартні вперше з'явилися 1967 року в Лондоні і стосувалися аварії, в яку він нібито потрапив. Вони були офіційно спростовані у лютневому номері The Beatles Book. Восени 1969 року The Beatles фактично розпалися і Маккартні знаходився у своєму шотландському маєтку разом зі своєю дружиною Ліндою, обмірковуючи плани майбутньої сольної кар'єри.
17 вересня 1969 року в студентському журналі університету Дрейка, що знаходиться в штаті Айова, виходить перший відомий друкований виклад легенди — стаття Тіма Харпера під назвою «Чи мертвий бітл Пол Маккартні?» (англ. Is Beatle Paul McCartney Dead?). Автор статті стверджував, що почув про смерть Пола від свого друга, який у свою чергу дізнався про неї від якогось музиканта — свого сусіда по гуртожитку, який почув про це десь на каліфорнійському узбережжі. Отже, джерело чуток достеменно встановити неможливо. Також неясно, чи вважали їх істинними самі початкові розповсюджувачі, чи це була цілеспрямована містифікація. Також стаття стверджувала, що The Beatles в останніх альбомах залишали підказки про смерть Пола, у тому числі слова «заведи мене, мрець» (англ. turn me on, dead man) і «мої пальці зламані», які нібито можна було почути в пісні «Revolution 9» з Білого альбому, якщо прокрутити його у зворотному порядку.
11 жовтня того ж року співробітник прес-служби The Beatles повідомив, що вони отримують питання про передбачувану смерть Пола протягом уже кількох років, але за останні тижні їхня кількість збільшилася в кілька разів. 12 жовтня 1969 року на мічиганську радіостанцію ведучому Рассу Гіббу зателефонував якийсь Том і в прямому ефірі розповів історію про те, що Маккартні загинув 9 листопада 1966 і був згодом замінений двійником, якимось поліцейським на ім'я Вільям Кемпбелл.
Плітки підживила обкладинка альбому Abbey Road (реліз у Великій Британії — 26 вересня, США — 1 жовтня 1969 р.), у якій, на думку шанувальників теорії, зашифровано послання щодо смерті Пола. Бітли, що перетинають перехід, зображують похоронну процесію: попереду Джон у білому — священик, за ним Рінго в строгому костюмі — представник похоронного бюро, слідом сам Пол із заплющеними очима і босоніж, до того ж не в ногу з іншими, — покійник і Джордж у джинсах — могильник. Номер припаркованого на узбіччі автомобіля — LMW281F (LMW можна розшифрувати як Linda McCartney Weeps, а 1F можна прочитати як if, англійською — якщо; тобто Лінда Маккартні плаче, могло б бути 28 років).

## Спростування
21 жовтня 1969 року прес-агент The Beatles випустив офіційну заяву про спростування чуток, де назвав їх «купою старого мотлоху» (англ. a load of old rubbish). Прес-центр The Beatles спростував заяви, висловившись буквально: «дана історія циркулює вже два роки — і нам пишуть різні психи; проте Пол досі цілком собі з нами». Чутки почали спадати, коли журнал Life опублікував свіже інтерв'ю з Полом Маккартні від 7 листопада 1969, де він сказав наступне:
Можливо, чутки почалися, бо я давно не з'являвся у пресі. Я проробив достатньо роботи з пресою на все своє життя, і зараз мені нема чого сказати. Я щасливий бути зі своєю сім'єю, і працюю тоді, коли працюю. Я був у ввімкненому стані десять років поспіль і ніколи не вимикався. Тепер я намагаюся вимкнутись, коли підвертається шанс. Зараз я був би радий, якби був трохи менш знаменитим.

## Наслідки та відображення в масовій культурі
У пісні «How Do You Sleep?» 1971 Джон Леннон називав розповсюджувачів чуток про смерть Маккартні «фриками»
Ця чутка також позначилася на назві концертного альбому Пола Маккартні 1993 року Paul Is Live, де слово live може означати як «живий», так і «в записі з концерту». Обкладинка альбому пародіювала «приховані натяки» обкладинки альбому Abbey Road..